# Magdalemitra
Magdalemitra is een geslacht van weekdieren uit de klasse van de Gastropoda (slakken).

## Soort
- Magdalemitra gilesorum Kilburn, 1974